# Novo srebro
Novo srebro je slitina bakra, cinka i nikla, najčešće u omjeru 60 % bakra, 20 % cinka, 20 % nikla. U zemljama engleskog govornog područja slitina se naziva i niklovo srebro, odnosno njemačko srebro, a koriste se i nazivi alpaka, te paktong. Slitina je, kao što joj samo ime govori, srebrno bijele boje.

### Primjena
Koristi se za izradu kovanog novca, (primjerice kovanice od 1,2 i 5 kuna). Prije uvođenja nehrđajućeg čelika korišteno i za oblaganje građevina te u automobilskoj industriji, kao i za izradu glazbenih instrumenata poput flauti, truba i saksofona, činela te pragova na gitarama, bendžu ili mandolini.

## Osnovne vrste
Niklovo srebro 60 Cu 20 Ni 20 Zn
Niklovo srebro A 62 Cu 33 Ni 5 Zn
Njemačko srebro 46 Cu 20 Ni 34 Zn
Kinesko srebro 65 Cu 13 Ni 20 Sn 2 Ag

### Otrovnost
Prema Merckovom priručniku, pri dužem dodiru bakrenih slitina i kisele hrane može doći do otapanja bakra koji djeluje otrovno te u slučaju kronične izloženosti takvoj hrani može dovesti do ciroze jetre.

### Povijest
Kinezi su ovu slitinu poznavali znatno prije Europljana. U Europi ga prvo oko 1770.počinju proizvoditi Nijemci, dok se u Engleskoj počinje proizvoditi tek 1832. godine.

## Vanjske poveznice
- Njemački članak o novom srebru  Arhivirana inačica izvorne stranice od 27. studenoga 2010. (Wayback Machine)
- The Nickel Silvers  Arhivirana inačica izvorne stranice od 22. travnja 2016. (Wayback Machine)